# Будённый, Михаил Семёнович
Михаи́л Семёнович Будённый (3 июля 1944 — 22 марта 2024) — советский и российский спортсмен, спорторганизатор, экономист. Председатель Федерации конного спорта СССР и России (1984—1993).

## Биография
Родился 3 июля 1944 года.
Младший сын Маршала Советского Союза Семёна Михайловича Будённого (1883—1973) и его третьей жены Марии Васильевны (1916—2006).
Окончил Московский энергетический институт. С 1967 по 1993[уточнить]  год являлся сотрудником министерства внешней торговли. Затем около 15 лет занимал пост директора фирмы «Технопромимпорт».
Выполнил нормативы мастера спорта СССР в конкуре и выездке. В 1984 году возглавил Федерацию конного спорта СССР. После распада СССР оставался в должности до 1993 года, уже как президент ФКС России. Сыграл важную роль в становлении конного спорта в современной России. С 1990 по 1995 год также входил в бюро Международной федерации конного спорта.
Скончался 22 марта 2024 года в возрасте 79 лет.

## Личная жизнь
Был женат на Инессе (Инэсе) Волковой. У них родилась дочь Анастасия (1968—2012), ставшая первой женой Дмитрия Пескова. Внук — Николай Песков (Чоулз) (р. 1990), советник президента ФКСР.